# Jutta Leder
Jutta Leder (* 16. Dezember 1947 in Berlin) ist eine deutsche Politikerin (SPD). Sie war von 2001 bis 2011 Mitglied des Abgeordnetenhauses von Berlin.

## Leben, Beruf
Nach dem Gymnasium bis zur 12. Klasse absolvierte Leder eine Ausbildung zur Übersetzerin für Englisch. Ab dem Jahr 1969 war sie als kaufmännische Angestellte in verschiedenen Funktionen eines Unternehmens der metallverarbeitenden Industrie in Berlin tätig.
Jutta Leder hat einen Sohn.

## Politik
Im Jahr 1986 trat Leder der SPD bei. Von 1992 bis 1993 war sie stellvertretende Fraktionsvorsitzende, von 1993 bis 2000 Fraktionsvorsitzende der SPD in der Bezirksverordnetenversammlung des damaligen Bezirkes Tiergarten. Entsprechend den geänderten Verwaltungsstrukturen Berlins war sie dann bis zum Jahr 2001 stellvertretende Fraktionsvorsitzende der Bezirksverordnetenversammlung Mitte.
Ab dem Jahr 2001 war Leder für zwei Legislaturperioden Mitglied des Abgeordnetenhauses, ab Mai 2004 als stellvertretende Vorsitzende der SPD-Fraktion. Leder wurde stets direkt im Wahlkreis Mitte 4 gewählt.